# Reathel Bean
Pour les articles homonymes, voir Bean.
Reathel Bean est un acteur américain né le 24 août 1942 dans le Missouri, aux États-Unis.

## Filmographie

### Cinéma
- 1986 : Apology
- 1991 : The Boy Who Cried Bitch
- 1992 : The Gun in Betty Lou's Handbag : Bob Barnes
- 2000 : Dancer in the Dark : le juge
- 2000 : Presque célèbre
- 2000 : Dead Dog
- 2000 : Company Man
- 2004 : American Love
- 2006 : Raisons d'État
- 2006 : Le Journal d'une baby-sitter
- 2007 : La Vie devant ses yeux
- 2008 : Home
- 2009 : Handsome Harry

### Télévision
- 1999 : New York, police judiciaire : juge Allen Denham (saison 9, épisode 15)
- 2002 : New York, police judiciaire : Walter Dolan (saison 13, épisode 4)
- 2002 : New York, section criminelle : l'avocat de Webb (saison 1, épisode 12)
- 2002 : New York, section criminelle : Joe Edwards (saison 2, épisode 8)
- 2005 : New York, unité spéciale : Kidney Patient (saison 6, épisode 22)
- 2010 : New York, section criminelle : Shelby Redding (saison 9, épisode 10)
- 2013 : New York, unité spéciale : Fritz Showalter (saison 14, épisode 18)